# Wijngaard aan de Breede Beek
Wijngaard aan de Breede Beek is een wijngaard die sinds 2003 bestaat op Landgoed Slichtenhorst bij Nijkerk in de  Nederlandse provincie Gelderland. De op "duurzame wijze" beheerde wijngaard is twee hectare groot.
In 2019 werd tijdens de wijnkeuring van de Lage Landen de witte wijn Solaris 2018 uitgeroepen tot de beste witte wijn van Nederland. In datzelfde jaar kreeg de wijn Johanniter 2018 een gouden medaille op de wijnkeuring PIWI International in Oppenheim. Ook werd driemaal zilver binnengehaald.